# Ед и Лорейн Уорън
Едуард Уорън Майни (на английски: Edward Warren Miney; * 7 септември 1926, Бриджпорт, Кънектикът; † 23 август 2006, Монро, пак там) и Лорейн Рита Уорън, родена Лорейн Рита Моран (на английски: Lorraine Rita Warren née Moran; * 31 януари 1927, Бриджпорт, Кънектикът; † 18 април 2019, Монро, пак там), са американски изследователи на паранормални явления и автори, свързани с известни случаи на предполагаеми появи на духове. Едуард е самоук и самопровъзгласил се демонолог, писател и лектор. Лорейн твърди, че е ясновидка и медиум в лек транс, която работи в тясно сътрудничество със съпруга си. През 1952 г. основават Новоанглийското общество за паранормални изследвания (N.E.S.P.R.) – най-старата група за лов на духове в Нова Англия.
Те са автори на много книги за паранормалното и за техните частни разследвания на различни доклади за паранормални явления. Те твърдят, че са разследвали над 10 000 случая по време на кариерата си. Семейството е сред първите изследователи на духовете в Амитивил. Според Уорън, официалния уебсайт на N.E.S.P.R., списание Viviglam и няколко други източника N.E.S.P.R. използва различни лица, включително лекари, изследователи, полицаи, медицински сестри, студенти и членове на духовенството в своите разследвания. 
Историите за преследвания на духове, популяризирани от Уорън, са адаптирани или косвено вдъхновяват десетки филми, телевизионни сериали и документални филми, включително няколко филма от поредицата „Ужасът в Амитвил“ (The Amityville Horror) и филмите във „Вселената на заклинанията“ (The Conjuring Universe).
Скептиците Пери ДеАнджелис и Стивън Новела проучват доказателствата на Уорън и ги описват като смешни и безобидни безсмислици. Скептиците изследователи Джо Никел и Бенджамин Радфорд стигат до извода, че по-известните духове, Амитивил и фамилията Снедъкър не са се случили и са били измислени.

## Забележителни разследвания

### Кукла Анабел
Според сем. Уорън през 1970 г. г. две съквартирантки твърдят, че тяхната кукла от вида на Парцаливата Ан е обладана от духа на младо момиче на име Анабел Хигинс. Семейство Уорън взима куклата през 1971 г., като им казва, че е „манипулирана от нечовешко присъствие“ и я излага в семейния Музей на Окултизма в град Монро. Легендата за куклата вдъхновява няколко филма във „Вселената на заклинанията“ и е мотив за много други.

### Семейство Перон
През 1971 г. семейство Уорън твърди, че домът на семейство Перон в Харисвил, Роуд Айланд, е бил обитаван от вещицата Батшеба Шърман, живяла там в началото на 19 век. Според сем. Уорън тя е проклела земята, така че всеки, който е живял там, по някакъв начин е умрял от ужасна смърт. Историята е тема на филма „Заклинанието“ от 2013 г. Лорейн Уорън е консултантка на продукцията и има камео във филма. Репортер на „Ю Ес Ей Тъдей“ отразява предполагаемата фактическа основа на филма.

### Амитивил
Семейство Уорън са най-известни с участието си в „Ужаса в Амитивил“ от 1975 г., в който нюйоркската двойка Джордж и Кати Луц твърдят, че къщата им е обитавана от насилствено, демонично присъствие – толкова силно, че в крайна сметка ги прогонва от дома им. Авторите на Amityville Horror Conspiracy Стивън и Роксан Каплан характеризират случая като измама. Лорейн Уорън казва на репортер на вестник „Експрес Таймс“, че ужасът в Амитивил не е измама. Съобщаваното наличие на духове е в основата на книгата от 1977 г. „Ужасът в Амитивил“ и е адаптирано към едноименните филми от 1979 г. и 2005 г., като същевременно служи като вдъхновение за филмовата поредица, която следва. Версията на Уорън за събитията е частично адаптирана и изобразена в началото на „Заклинанието 2“ (2016). Според Бенджамин Радфорд историята е опровергана от очевидци, разследвания и съдебни доказателства. През 1979 г. адвокатът Уилям Вебер заявява, че той, Джей Ансън и обитателите са измислили историята на ужасите „заради много бутилки вино“.

### Полтъргайст в Енфийлд
През 1977 г. семейство Уорън разследва твърдения, че семейство в предградието на Северен Лондон Енфийлд е било преследвано от полтъргайст. Докато редица независими наблюдатели отхвърлят инцидента като измама, извършена от жадни за внимание деца, семейство Уорън са убедени, че това е случай на демонично обладаване. Историята е вдъхновението за филма  „Заклинанието 2“, въпреки че критиците казват, че Уорън са участвали „в много по-малка степен, отколкото е описано във филма“ и всъщност са се появили на сцената без покана и им е отказан достъп до дома.
Гай Лайън Плейфеър – парапсихолог, който разследва случая Енфийлд заедно с Морис Грос, също казва, че филмът силно преувеличава ролята на семейство Уорън в разследването. Той заявява през 2016 г., че те са се появили веднъж и че Ед Уорън казва на Плейфеър: „[Уорън] може да направи много пари... от [случая].“ Той потвърждава твърдението, че Уорън не са били поканени в къщата на Енфийлд и че „Никой... в семейството не е чувал за него, докато [Ед Уорън] не се появи“.

### Арн Джонсън
През 1981 г. Арн Шайен Джонсън е обвинен в убийството на хазяина си Алън Боно. Ед и Лорейн Уорън са извикани преди убийството, за да се справят с предполагаемото демонично обладаване на по-малкия брат на годеницата на Джонсън. Впоследствие Уорън твърдят, че Джонсън също е обладан. По време на процеса Джонсън се опитва да се пледира за невинен поради демонично обладаване, но не успява. Тази история служи като вдъхновение за „Заклинанието 3: Демоничният убиец“ (2021). Случаят е описан в книгата от 1983 г. „Дяволът в Кънектикът“ от Джералд Бритъл.

### Дом Снедъкър
През 1986 г. Ед и Лорейн Уорън пристигат и обявяват дома на Снедъкър, бивш погребален дом, за обладан с демони. Случаят е представен в книгата от 1993 г. In a Dark Place: The Story of a True Haunting. Телевизионен филм, който по-късно става част от поредицата A Haunting на Дискавъри Ченъл, е продуциран през 2002 г. The Haunting in Connecticut – филм, базиран на версията на събитията на Уорън и режисиран от Питър Корнуел, е пуснат през 2009 г. Авторът на ужасите Рей Гартън, който написва разказ за предполагаемото преследване на семейство Снедекър в Саутингтън, Кънектикът, по-късно поставя под съмнение истинността на разказите, съдържащи се в книгата му, казвайки: „Семейството, което е замесено, преживяваше сериозни проблеми като алкохолизъм и пристрастяване към наркотиците, не можа да запази историята си ясна и аз бях много разочарован; трудно е да напишеш нехудожествена книга, когато всички замесени хора ти разказват различни истории.“ На изследователя на паранормални явления Бенджамин Радфорд Гартън казва за Лорейн: „Ако тя ми каже, че слънцето ще изгрее утре сутринта, ще потърся второ мнение“.

### Семейство Смърл
Жителите наПенсилвания Джак и Джанет Смърл съобщават, че домът им е бил обезпокоен от множество свръхестествени явления, включително звуци, миризми и привидения. Семейство Уорън се намесва и заявява, че домът е обитаван от четири духа, а също и от демон, за който се твърди, че е нападнал сексуално Джак и Джанет. Версията на сем. Смърл на тяхната история е предмет на книгата от 1986 г. The Haunted и на телевизионен филм със същото име, режисиран от Робърт Мандел.

### Гробище Юниън
Книгата на Ед Уорън Гробище: Истински призраци от старо гробище в Нова Англия (St Martins Press, 1992) включва призрака „Бялата дама“, който обикаля гробището Юниън в град Истън, Кънектикът. Той твърди, че е „уловил нейната есенция“ на лента.

## Други дейности
Семейство Уорън са отговорни за обучението на няколко самоопределящи се демонолози, включително Дейв Консидайн и техния племенник Джон Зафис.

## Личен живот
Ед и Лорейн Уорън са членове на Римокатолическата църква. Женят се през 1945 г. и на 11 януари 1946 г. се ражда дъщеря им Джуди Уорън.  Ед умира на 23 август 2006 г., а Лорейн – на 18 април 2019 г. И двамата са погребани в гробището „Степни“ в Монро, Кънектикът.
Те вярват, че демоничните сили вероятно ще обладаят онези, на които им липсва вяра.

## Критика
Според интервю от 1997 г. за в. „Кънектикът Пост“ Стив Новела и Пери Де Анджелис  разследват сем. Уорън за Новоанглийското скептично общество (NESS). Те намират двойката за приятни хора, но твърденията им за демони и призраци са „в най-добрия случай като разказвачи на безсмислени истории за призраци, а в най-лошия – опасни измами“. Те правят обиколка за 13 долара и разглеждат всички доказателства, които семейство Уорън имат за духове и призраци. Гледат видеозаписите и разглеждат най-добрите доказателства, с които Уорън разполагат. Тяхното заключение е, че всичко е смешна безсмислица. Те откриват често срещани грешки при снимане със светкавица и нищо лошо в артефактите, събрани от Уорънс. „Те имат... много подозрителни истории за доказателства, които са избягали... Те не правят добро научно изследване; имат предварително определено заключение, към което се придържат, буквално и религиозно“, според Новела. Лорейн Уорън каза, че проблемът с Пери и Стив е, че „те не основават нищо на Бога“. Новела отговаря: „Необходима е работа, за да имаш солидно, критично мислене, за да използваш твоите интелектуални способности и да стигнеш до заключение, което всъщност отразява реалността... Това е, което учените правят всеки ден и това е, което скептиците защитават.“
В статия за в. „Синди Морнинг Хералд“, която изследва дали филмите за свръхестествено наистина са базирани на истински събития, това разследване е използвано като доказателство за противното. Както се цитира Новела, „Те [Уорън] твърдят, че разполагат с научни доказателства, които наистина доказват съществуването на призраци, което звучи като тествано твърдение, в което можем да забием нашите изследователски зъби. Това, което открихме, беше много хубава двойка, няколко наистина искрени хора, но абсолютно никакви убедителни доказателства...“ Въпреки че става ясно, че нито Де Анджелис, нито Новела смятат, че семейство Уорън умишлено ще причинят вреда на някого, те предупреждават, че твърдения като тези на семейство Уорън служат за укрепване на заблуди и объркване на обществеността относно легитимната научна методология.

## Музей на окултизма
Освен разследванията Лорейн ръководи Музея на окултизма на Уорън в задната част на дома си в Монро, Кънектикът, с помощта на зет си Тони Спера. В него са изложени считани за свързани с духове предмети от цял свят, включително и такива от най-известните разследвания на сем. Уорън. Днес музеят е ръководен от Джуди Уорън и Тони Спера.